# 野槟榔
野槟榔（学名：Capparis chingiana）为山柑科山柑属的植物，为中国的特有植物。分布在中国大陆的广西、云南等地，生长于海拔1,000米的地区，常生于石山灌丛以及林中，目前尚未由人工引种栽培。

## 别名
水槟榔（广西德保）